# Cruzinha
Cruzinha (crioll capverdià Kruzinha) és un llogaret al nord de l'illa de Santo Antão a l'arxipèlag de Cap Verd. Propera a la costa, immediatament a l'est de la vall de la ribeira da Garça, és propera a Chã de Igreja. La importància del seu petit port per abastar els llogarets de la vall va decaure amb la millora de la xarxa viària. Actualment està classificada com a espai rural protegit de Cap Verd.